# Chiesa di Sant'Antonio Abate (Parlasco)
La chiesa di Sant'Antonio Abate è la parrocchiale di Parlasco, in provincia di Lecco e arcidiocesi di Milano; fa parte del decanato di Primaluna.

## Storia
Tra le più antiche della Valsassina, la chiesa fu edificata nel XV secolo a est del piccolo villaggio di Parlasco, ma già nel Liber Notitiae Sanctorum Mediolani, risalente al XII secolo, si trovano notizie di una chiesa in questo luogo, informazione confermata dai resti di murature che fanno pensare a una ricostruzione nella seconda metà del XIII secolo.
L'arcivescovo Carlo Borromeo, durante la sua visita pastorale del 1566 scrisse che la chiesa risultava restaurata e con le pareti in parte intonacate e dipinte, in parte grezze. Prescrisse di dotare l'altare di una pala o affreschi.
Il campanile è di epoca settecentesca; nel 1867 fu eretta la cappella dedicata a San Carlo (oggi dedicata alla Vergine) e poco dopo fu realizzato il portico antistante la facciata.
Solo nel 1930 il cardinale Alfredo Ildefonso Schuster decretò il distacco dalla parrocchia di Taceno e la chiesa di Sant'Antonio divenne chiesa parrocchiale.

## Architettura e decorazione pittorica

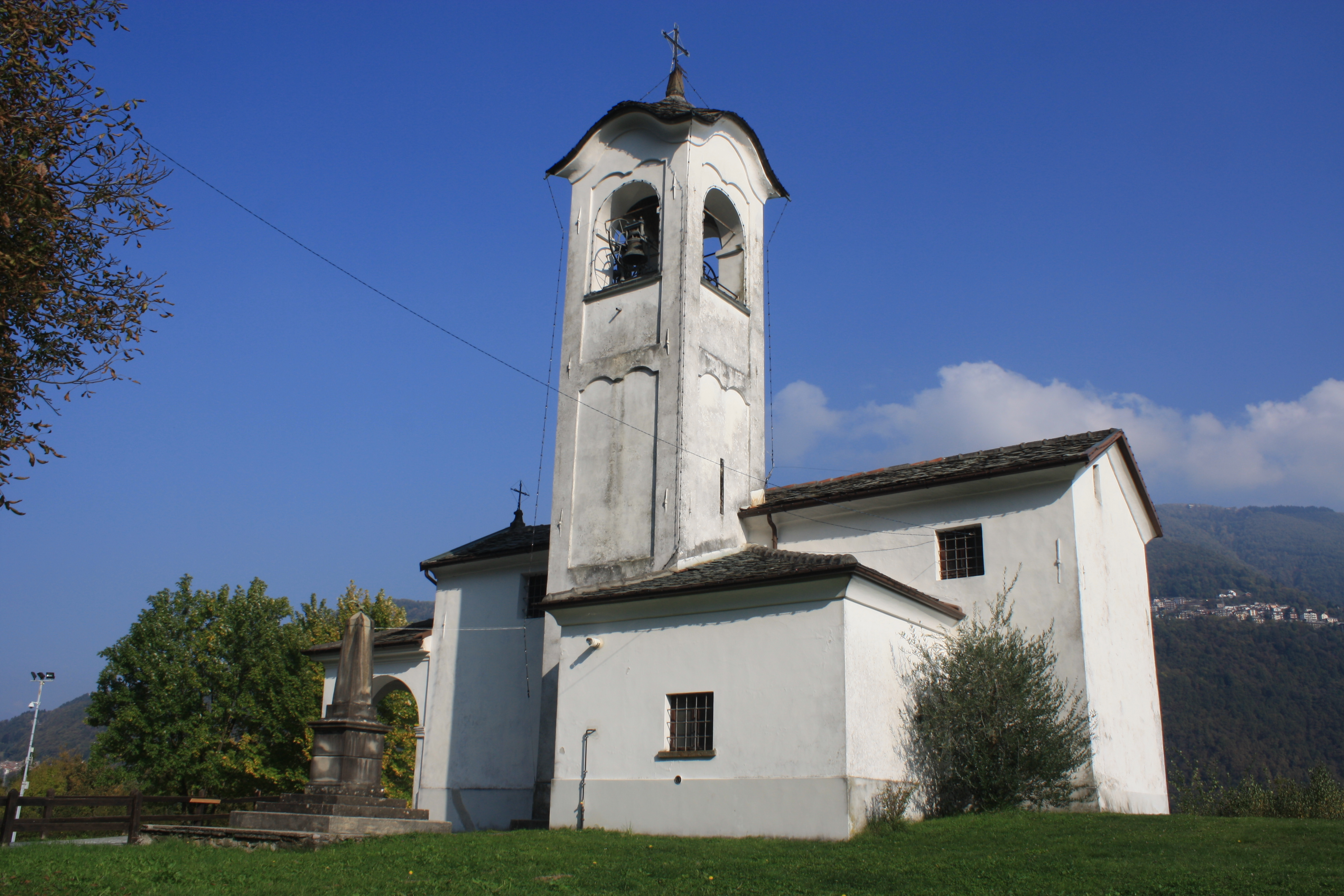
La chiesa ripresa da sud.

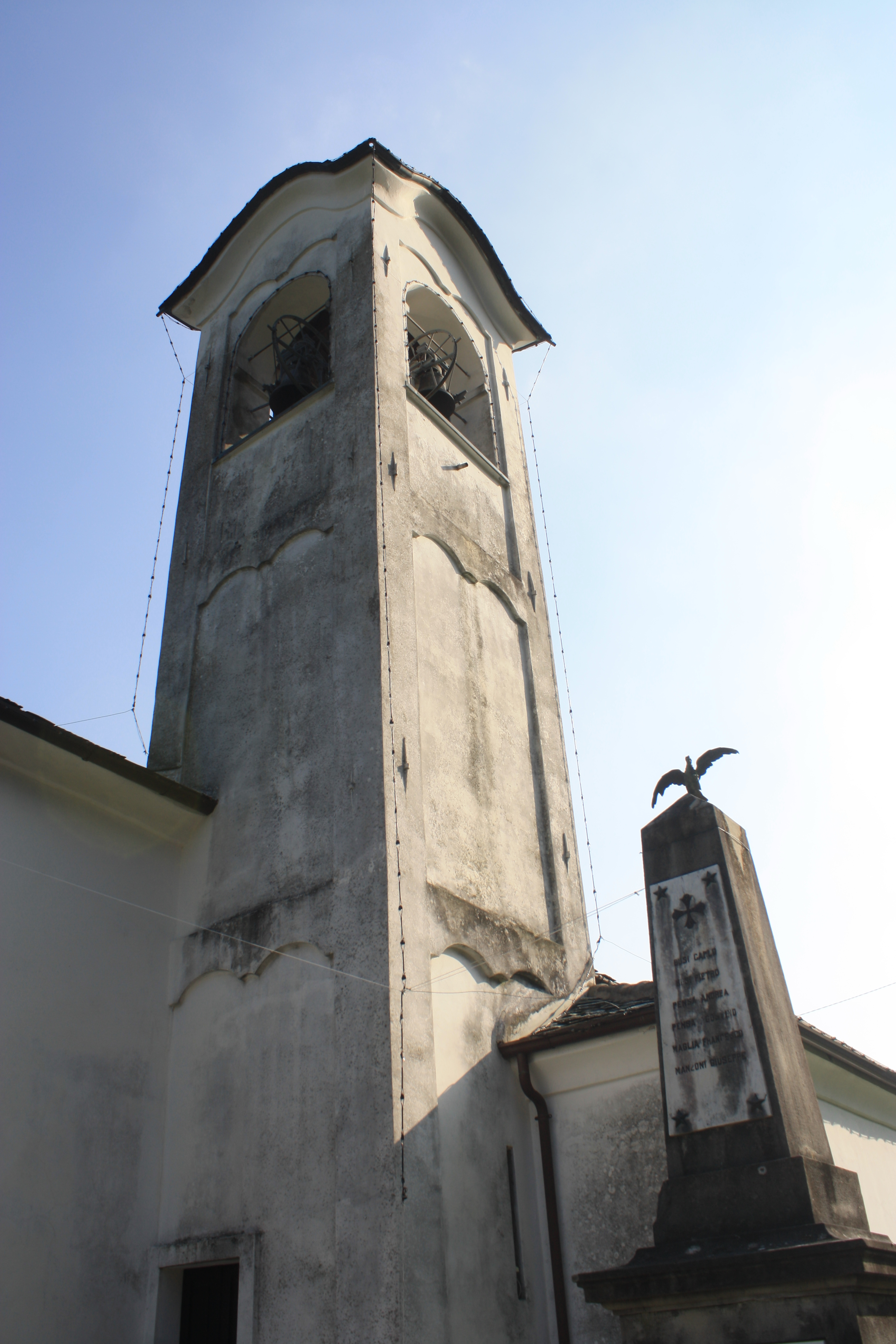
Il campanile e il vicino monumento ai Caduti.

L'edificio è realizzato in muratura con unica navata coperta a volta con presbiterio e corpi laterali annessi per cappelle e sagrestia. Antistante l'ingresso è presente un portico, mentre sul lato meridionale si innalza un campanile eretto intorno al 1780.
Sulla parete sinistra del presbiterio è raffigurata la Trinità commissionata da Francesco Busi di Valtorta nel 1351. Sul lato opposto si può ammirare il Martirio di San Sebastiano risalente al XV secolo insieme ad uno stemma visconteo con il caratteristico biscione. Sul pilastro destro del presbiterio si trova un ciclo di affreschi del 1593 raffigurante un santo monaco (probabilmente Sant'Antonio abate o Sant'Antonio da Padova, mentre su quello sinistro è rappresentato Sant'Antonio abate con il pastorale e un diavolo al guinzaglio al posto del maiale, più usuale per l'iconografia del santo.
Sull'arco trionfale, realizzato nel XIV secolo e rimaneggiato nel XVI secolo, si parte dell'Annunciazione opera del pittore bresciano Aragonio Aragone, il quale fu autore di un'altra Annunciazione, ora grossolanamente ridipinta sul portale d'ingresso della casa Busi di Parlasco. Lo stesso pittore operò per le decorazioni di Palazzo Vertemate a Piuro, Palazzo Besta a Teglio e le chiese parrocchiali di Gravedona e Bellagio. Sulle pareti laterali, ai lati dell'Annunciazione, si trovano sue sante e due santi, tra i quali è riconoscibile San Pietro accando a un episodio della vita di San'Antonio abate.
Sulla parete destra della navata si trova una pala d'altare secentesca con la Madonna Assunta tra i santi Antonio abate e Michele Arcangelo, che in passato si trovava al di sopra dell'altare maggiore della chiesa.
Nella cappella di sinistra, eretta nel 1867 con l'intitolazione a San Carlo e oggi dedicata alla Vergine, è posizionata una statua raffigurante la Madonna al di sopra dell'altare, il quale è caratterizzato da un tabernacolo ligneo e un paliotto a ricamo.